# Simon le Breton
Simon le Breton (* um 1420; † 12. November 1473) war ein franko-flämischer Komponist und Sänger der Renaissance aus der burgundischen Schule.

## Leben und Wirken
Das genaue Geburtsdatum von Simon le Breton, ebenso wie die Orte von Geburt und Tod, konnten von der musikhistorischen Forschung noch nicht ermittelt werden. Auch über sein Leben ist nur wenig bekannt. Er war mehr als 30 Jahre lang Sänger an der burgundischen Hofkapelle in Dijon. Als er im Mai 1464 abreiste, hat der ebenfalls dort weilende englische Komponist Robert Morton für ihn sozusagen als Abschiedsgeschenk einen Tonsatz auf die bekannte Melodie des Liedes L’ homme armé komponiert. Es ist dies der älteste überlieferte Satz der Melodie. Diese wurde auch von verschiedenen Komponisten als Cantus firmus für ihre Messkompositionen verwendet. Mortons Stück ist als Quodlibet gesetzt mit dem Text Il sera pour vous.
Simon le Breton wurde später Mitglied der Bruderschaft „St. Jakob auf dem Kaltenberg“, die in der gleichnamigen Brüsseler Kirche beheimatet war, und zwar in Cambrai an der dortigen Kathedrale. Hier wurde er auch begraben (ein Jahr vor Guillaume Dufay), und zwar in der St.-Stefans-Seitenkapelle.

## Werke und Bedeutung
Das dreistimmige niederländische Lied Vie sach oit ist einem Simonet zugeschrieben worden, vielleicht Simon le Breton. Es ist in einer florentiner Handschrift von etwa 1475 bis 1480 überliefert. Das Rondeau „Nul ne s'y frotte“ wurde einem Magister Symon zugeschrieben, vielleicht ebenfalls Simon le Breton. Möglicherweise ist er auch der Autor der Cent nouvelles Nouvelles.
Simon le Breton gehört wegen seines musikalischen Stils und seiner Lebenszeit, zusammen mit Guillaume Dufay, Gilles Binchois und anderen, zur ersten Generation der franko-flämischen Komponisten (der sogenannten „burgundischen Schule“).